# Transportör (aktör)
Transportör är en juridisk eller en fysisk person som ingår ett transportavtal med en kund för en transport av en resenär eller gods.

## Transportsätt och undertransportör
Begreppet transportör används inom alla kommersiella transportmedel. Lastbil, godståg, fartyg och flygplan. Transportören skall inte förväxlas med en så kallad undertransportör (eng. actual carrier). Undertransportören är den som fysiskt transporterar varan på sitt transportmedel medan transportören är den som ingått avtalet med kunden. Transportören kan naturligtvis vara både transportör och undertransportör samtidigt, om transportören själv både ingår avtalet och personligen transporterar varan på ett transportmedel.

## Ansvar
Då transportavtalet ingås, behöver transportören inte äga eller ens ha tillgång till ett transportmedel. Det står transportören fritt att välja transportmedel, så länge det är det förmånligaste för kunden. Avtalet kan specificera ett visst sätt som transporten skall ske på och då måste transportören naturligtvis följa det som står i avtalet.
Transportören har det så kallade transportansvaret även om transportören låter någon annan sköta själva transporten. Således kan transportören inte förminska sitt ansvar genom att till exempel hyra någon utomstående person för att utföra den egentliga transporten.
Transportören har mycket små möjligheter att frias från sitt transportansvar. Det är egentligen bara händelser som är helt och hållet oförutsebara som kan häva transportörens ansvar för varan. Även en skada som beror på kunden själv eller på under-transportörens grova oaktsamhet eller uppsåt friar transportören från ansvar.
Ansvaret för att godset inte försvinner, skadas och når destinationen på avtalad tid ligger på transportören av principiella skäl. Information hur skada, förlust och försening regleras bör undersökas före transport. Kunden kan ha ansvar för tulldeklarationer, betalda skatter, försäkringar. Att godset är rätt förpackat för att inte skadas eller skada andra.

## Sjötransportörer
Sjötransporter skiljer sig ofta på många sätt från de övriga transportsätten. Sjötransporter är i praktiken det äldsta reglerade transportsättet och har således tjänat som utgångspunkt för regleringen av de övriga transportsätten. Anledningen till att sjötransporter trots detta skiljer sig på flera punkter från övriga transportsätt, är det vanligtvis mycket stora ekonomiska värdet som är knutet till såväl lasten som till fartyget som sådant.
För en sjötransportör gäller att även en eldsvåda ombord på fartyget eller så kallade nautiska fel häver transportansvaret. Tanken bakom principen om eldsvåda ombord på ett fartyg är att transportören vanligen har varit tvungen att lägga ner så stora summor pengar för anskaffandet av ett fartyg att det har ansetts vara oskäligt att dessutom tvinga transportören (i detta fall även kallad redare) att betala ersättning för en vara om fartyget förstörs av en eldsvåda.
Ett nautiskt fel är ett fel som helt och hållet beror på besättningen på fartyget. Till exempel styrmannen navigerar fel vilket resulterar i att varan försenas eller att kaptenen beordrar en för hög hastighet för fartyget vilket när det bromsar in skadar varan. I vissa fall kan det vara svårt att bedöma om felet är ett nautiskt fel eller inte.
Man bör även skilja de nautiska felen från ekonomiska fel. Ett nautiskt fel är ett fel som beror på en åtgärd helt i fartygets och besättningens intresse. Ett ekonomiskt fel å andra sidan är en åtgärd helt i varans intresse. De ekonomiska felen leder inte till att transportörens ansvar hävs. Ex: ett fartyg (A) undsätter ett annat fartyg i sjönöd (vilket A är tvunget att göra på basis av internationell rätt). Under sjöräddningsoperationen glömmer besättningen på A att ventilera varan ombord vilket resulterar i att varan förstörs. Detta är ett nautiskt fel och leder inte till ersättningsansvar för transportören. Om besättningen ombord på A däremot glömmer att ventilera varan på vägen tillbaka från räddningsoperationen är det fråga om ett ekonomiskt fel vilket leder till ersättningsskyldighet för transportören.